# Cocoseae
Cocoseae Mart. ex Dumort. è una tribù di piante della famiglia delle Arecacee, sottofamiglia Arecoideae..
La tribù comprende numerose specie che hanno una notevole importanza economica, tra cui la palma da cocco (Cocos nucifera), la palma da olio (Elaeis guineensis), la palma da vino (Jubaea chilensis), il "babaçu" (Attalea speciosa) e il "chontaduro" o "peach palm" (Bactris gasipaes).

## Descrizione
Il frutto delle Cocoseae è una drupa modificata, con epicarpo sclerenchimatoso e mesocarpo molto sviluppato, formato principalmente da parenchima. L'endocarpo è generalmente sclerenchimatoso e protegge i semi dalla predazione e dall'essiccazione. La sinapomorfia più evidente delle specie di questa tribù è la presenza, nell'endocarpo, di tre o più "occhi" o pori di germinazione.

## Distribuzione e habitat
La tribù delle Cocoseae è distribuita prevalentemente nell'ecozona neotropicale. Due generi (Beccariophoenix e Voanioala) sono presenti in Madagascar  e due in Africa (Jubaeopsis e Elaeis, quest'ultimo presente anche in Sud America). Una specie (Cocos nucifera) ha un areale pantropicale.
 
Si ritiene che le Cocoseae si siano sviluppate originariamente in Sud America, con una successiva radiazione verso l'Africa, il Madagascar e l'India, spingendosi a sud verso Australia e Nuova Zelanda.

## Tassonomia
La tribù comprende oltre 300 specie in 3 sottotribù e 17 generi:
- Sottotribù Attaleinae Drude
  - Attalea Kunth (66 spp.)
  - Beccariophoenix Jum. & H.Perrier (3 specie)
  - Butia (Becc.) Becc. (22 spp.)
  - Cocos L. (1 sp.)
  - Jubaea Kunth (1 sp.)
  - Jubaeopsis Becc. (1 sp.)
  - Parajubaea Burret (3 spp.)
  - Syagrus Mart. (67 spp.)
  - Allagoptera Nees (6 spp.)
  - Voanioala J.Dransf.  (1 sp.)

- Sottotribù Bactridinae Drude
  - Acrocomia Mart. (8 spp.)
  - Aiphanes Willd. (28 spp.)
  - Bactris Jacq. (78 spp.)
  - Desmoncus Mart. (11 spp.)
  - Astrocaryum G.Mey. (38 spp.)

- Sottotribù Elaeidinae Hook.f.
  - Barcella Drude (1 sp.)
  - Elaeis Jacq. (2 spp.)